# Copiapoa esmeraldana
Copiapoa esmeraldana ist eine Pflanzenart aus der Gattung Copiapoa in der Familie der Kakteengewächse (Cactaceae). Das Artepitheton esmeraldana verweist auf das Vorkommen der Art beim chilenischen Ort La Esmeralda.

## Beschreibung
Copiapoa esmeraldana wächst einzeln oder in Gruppen mit großen knolligen Wurzeln. Die kugeligen Triebe sind grün bis bräunlich gefärbt. Sie werden 3,5 bis 7 Zentimeter im Durchmesser groß. Die 13 bis 16 Rippen sind teilweise gehöckert aber tief gekerbt und bis zu ein Zentimeter hoch. Die weißlichen Areolen sitzen auf den Höckern in einem 8 bis 15 Millimeter Abstand. Die Dornen sind gerade und braun. Es werden sechs bis acht nadelige Randdornen mit 0,5 bis 1 Zentimeter Länge und drei bis vier pfriemliche Mitteldornen mit ein bis zwei Zentimeter Länge unterschieden.
Die duftend gelben Blüten sind bis zu 3,5 Zentimeter lang. Die kugeligen Früchte sind trübgrün.

## Verbreitung, Systematik und Gefährdung
Copiapoa esmeraldana ist in Chile in der Region Antofagasta in der Nähe von La Esmeralda verbreitet.
Die Erstbeschreibung erfolgte 1980 durch Friedrich Ritter. Ein nomenklatorisches Synonym ist Copiapoa humilis var. esmeraldana (F.Ritter) A.E.Hoffm. (1989).
In der Roten Liste gefährdeter Arten der IUCN wird die Art als „Critically Endangered (CR)“, d. h. als vom Aussterben bedroht geführt.

## Nachweise